# Club Deportivo Quintanar
Club Deportivo Quintanar es un equipo de fútbol español de Quintanar de la Orden (Toledo), en la comunidad autónoma de Castilla-La Mancha. Fundado en 1998, actualmente disputa los partidos como local en el Estadio Alfonso Viller García (antes Estadio Los Molinos), de césped natural y con una capacidad de más de 2.000 espectadores. Su grupo de animación es el conocido Frente Pitorra.

## Historia
CD Quintanar fue fundado en 1961 y en 1977 se disolvió. En 1977 fue refundado como Sporting Quintanar y desapareció en 1993. Entre 1995 y 1998 el equipo se llamó Quintanar CF. El club actual fue creado como Atlético Quintanar-Santa Gema y en la temporada 2001/02 fue rebautizado a CD Quintanar. En esta nueva etapa logró jugar en Tercera División en la temporada 2005/06.
En 2023, por primera vez en su historia, consiguió clasificarse para la Copa del Rey 2023/24. Primero superó al CD Noblejas a doble partido (2-3 y 0-2) y luego ganó la eliminatoria previa a partido único al Unión Zona Norte, de Madrid, por 1-0. En la primera ronda, el 1 de noviembre de 2023, se enfrentó con el Sevilla Fútbol Club, de Primera División, ante el que perdió 0-3.

### Club
- CD Quintanar - (1961–1977)

- Sporting Quintanar - (1977–1993)
- Quintanar CF - (1995–1998)

- Atlético Quintanar-Santa Gema - (1998–2001)
- CD Quintanar - (2001–Actualidad)

## Temporadas
| Temporada | Cat. | División     | Posición | Copa del Rey |
| --------- | ---- | ------------ | -------- | ------------ |
| 1998/99   | 6    | 2.ª Aut.     | 14.º     |              |
| 1999/00   | 6    | 2.ª Aut.     | 9.º      |              |
| 2000/01   | 6    | 2.ª Aut.     | 2.º      |              |
| 2001/02   | 6    | 2.ª Aut.     | 1.º      |              |
| 2002/03   | 5    | 1.ª Aut.     | 4.º      |              |
| 2003/04   | 5    | 1.ª Aut.     | 5.º      |              |
| 2004/05   | 5    | 1.ª Aut.     | 2.º      |              |
| 2005/06   | 4    | 3.ª          | 18.º     |              |
| 2006/07   | 5    | 1.ª Aut.     | 5.º      |              |
| 2007/08   | 5    | 1.ªAut.Pref. | 8.º      |              |
| 2008/09   | 5    | 1.ªAut.Pref. | 11.º     |              |
| 2009/10   | 5    | 1.ªAut.Pref. | 15.º     |              |
| 2010/11   | 6    | 1.ª Aut.     | 8.º      |              |
| 2011/12   | 6    | 1.ª Aut.     | 4.º      |              |
| 2012/13   | 6    | 1.ª Aut.     | 1.º      |              |
| 2013/14   | 5    | 1.ªAut.Pref. | 7.º      |              |
| 2014/15   | 5    | 1.ªAut.Pref. | 9.º      |              |
| 2015/16   | 5    | 1.ªAut.Pref. | 3.º      |              |
| 2016/17   | 5    | 1.ªAut.Pref. | 2.º      |              |
| 2017/18   | 5    | 1.ªAut.Pref. | 2.º      |              |
| 2018/19   | 5    | 1.ªAut.Pref. | 7.º      |              |
| 2019/20   | 5    | 1.ªAut.Pref. | 4.º      |              |
| 2020/21   | 5    | 1.ªAut.Pref. | 3.º      |              |
| 2021/22   | 6    | 1.ªAut.Pref. | 9.º      |              |
| 2022/23   | 6    | 1.ªAut.Pref. | 3.º      |              |
| 2023/24   | 6    | 1.ªAut.Pref. | 9.º      | 1.ª ronda    |
| 2024/25   | 6    | 1.ªAut.Pref. | 9.º      |              |

- 1 temporada en Tercera División